# Ipupiara
Ipupiara is een gemeente in de Braziliaanse deelstaat Bahia. De gemeente telt 9.325 inwoners (schatting 2009).